# Baphia leptostemma
Espèce
Synonymes
- Baphia leptostemma subsp. leptostemma[1]

Baphia leptostemma est une espèce de plantes à fleurs du genre Baphia de la famille des Fabaceae, présente en Afrique centrale.

## Distribution

Distribution de l'espèce.

La variété Baphia leptostemma var. conraui (Harms) Soladoye est endémique du Cameroun. Elle a été collectée par Gustav Conrau à Bangwe (ou Bangwa, Ngwe) dans la région du Sud-Ouest.

## Liste des sous-espèces et variétés
Selon Catalogue of Life (27 septembre 2017) :
- Baphia leptostemma subsp. gracilipes
- Baphia leptostemma subsp. leptostemma

Selon Tropicos (27 septembre 2017) (Attention liste brute contenant possiblement des synonymes) :
- Baphia leptostemma subsp. gracilipes (Harms) Soladoye
- Baphia leptostemma subsp. leptostemma
- Baphia leptostemma var. conraui (Harms) Soladoye
- Baphia leptostemma var. gracilipes (Harms) Soladoye